# Ejura

Ejura är en ort i centrala Ghana. Den är huvudort för distriktet Ejura-Sekyedumase, och folkmängden uppgick till 34 414 invånare vid folkräkningen 2010.